# Psalterium

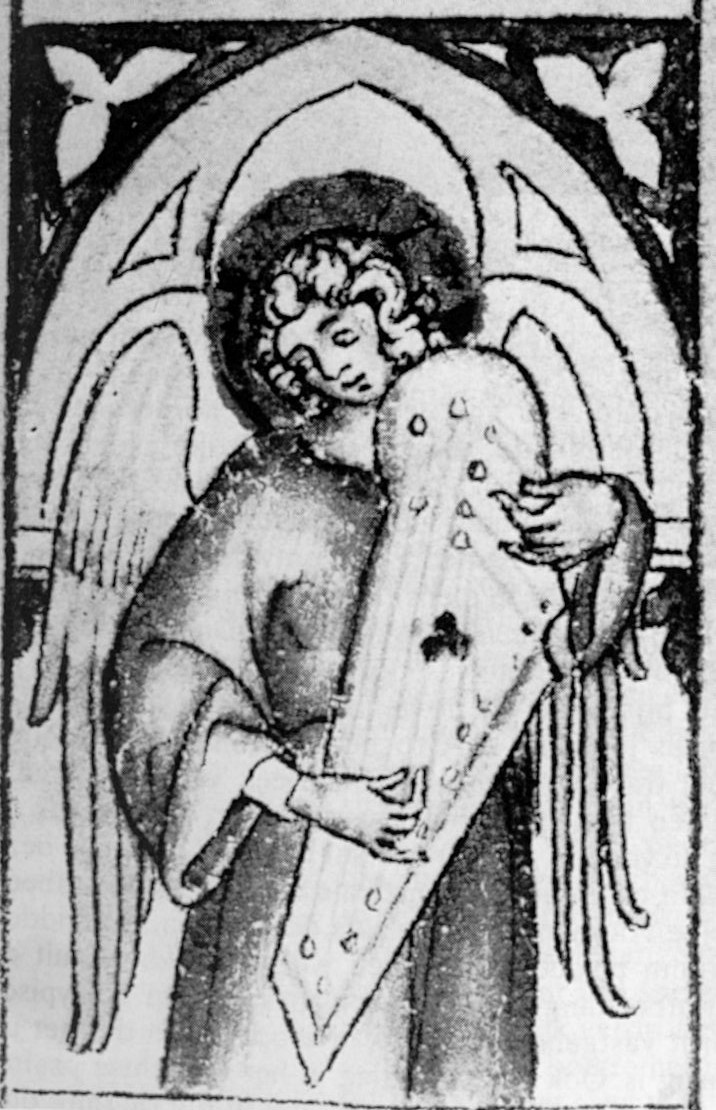
„Flügelpsalterium“, ein Psalterium in Flügelform mit der lateinischen Zusatzbezeichnung ala bohemica, „böhmischer Flügel“. Kam in Böhmen im 14. Jahrhundert vor.

Das Psalterium, Psalter oder Psalterspiel ist eine griffbrettlose Brettzither (ein einfaches Chordophon) und gilt als Urform von Zither und Hackbrett; auch Harfe, Virginal bzw. Cembalo und Clavichord wurden davon inspiriert. Sein Resonanzkasten ist meist trapezförmig, rechteckig oder in „Schweinskopfform“ und oft reich verziert.

## Etymologie
Das lateinische Wort psalterium ist von altgriechisch ψαλτήριον, psaltērion, abgeleitet und stand in der Antike und im Mittelalter für unterschiedliche Saiteninstrumente, sodass sich die damalige Bedeutung des Wortes in den Quellen nur im Textzusammenhang erschließen lässt. Der griechische Name geht auf psallo (ψάλλω, „[eine Saite] zupfen“, „auf einem Saiteninstrument spielen“) zurück. In der Antike bezog sich psaltērion auf eine relativ seltene, vertikale Winkelharfe, nicht wie vermutet auf eine gebräuchlichere Leier. Eine Leier (üblicherweise kithara) spielten vermutlich psaltria genannte Musikerinnen. Im 2. Jahrhundert v. Chr. wird das auf psaltērion zurückgehende aramäische Wort psanĕttērîn für Harfen verwendet in der Aufzählung von Instrumenten, die der babylonische König Nebukadnezar um 600 v. Chr. im besetzten Jerusalem spielen ließ (Dan 3,5 ). Im Babylonischen und Persischen entsprach dem das Wort pisanterin.
Die Urform dieses Instrumententyps sind asiatische Bambusröhrenzithern (Beispiel guntang), aus denen sich Brettzithern entwickelten, die es dem Typ der guqin entsprechend in China seit mindestens dem 2. Jahrtausend v. Chr. gab. Im Palast von Nimrud in Mesopotamien wurde ein Elfenbeinkästchen gefunden, das als phönizische Arbeit aus dem 9. Jahrhundert v. Chr. gilt. Darauf sind zwei Musiker eingraviert, die rechteckige Saiteninstrumente in den Händen halten und die vermutlich acht Saiten mit den Fingern zupfen. Der alte Name in akkadischer Sprache ist ungewiss, er lässt sich vielleicht aus einer Bilingue auf einer Tontafel aus der griechischen Zeit (Mitte 3. Jahrhundert v. Chr.) erschließen, auf der eine Anrufung an Ištar steht. Diese enthält das akkadische Wort SA-LI-NE-LU, das nach Francis Galpin (1937) Saiteninstrument mit (vermutlich) mehreren Saiten, die mit einem Plektrum oder mit Fingern gezupft werden bedeutet. Bis auf diesen Elfenbeinfund sind jedoch keine Kastenzithern in babylonischer Zeit belegt. Dagegen kommen im Neuassyrischen Reich des 7. Jahrhunderts v. Chr. horizontale große Winkelharfen vor, die im Unterschied zu den gezupften, vertikalen Winkelharfen tschang mit Schlägeln gespielt wurden. Für sie dürfte die Bezeichnung psanĕttērîn zugetroffen haben. Von diesen Instrumenten ging wahrscheinlich die Spielweise mit Schlägeln auf die späteren Psalterien über.
Aus psaltērion wurde zum einen im Orient – nächstliegend pi-santir („kleine santir“) – Persisch und Arabisch santir, heute santur für das irakische und persische Hackbrett. Ferner ist santir/sintir in Marokko ein anderer Name der Kastenhalslaute gimbri. Über das lateinische psalterium (Plural psalteria) sind zum anderen abgeleitet: Althochdeutsch psaltari, saltari, salteri, saltâre, Mittelhochdeutsch psalter, salter, psalterje, salterje und Neuhochdeutsch (der oder das) Psalter. Salterio war im 18. Jahrhundert eine zuvor canon (von arabisch qānūn) genannte Kastenzither und so heißt heute eine in der Volksmusik im Baskenland und angrenzenden Regionen im Norden Spaniens und Südwesten Frankreichs gespielte Kastenzither. Ein ähnliches Zupfinstrument mit 40 Darmsaiten dürfte die saltīr im mittelalterlichen Armenien gewesen sein.

## Geschichte
Die Ursprünge des Psalteriums reichen bis in den orientalischen Kulturraum zurück, wo sich auch das persische Schlaginstrument santur und das arabische Zupfinstrument kanun als verwandte Musikinstrumente entwickelt haben. Ein Vorläufer mit dreieckigem Resonanzkörper ist seit dem 5. Jahrhundert unter den lateinischen Namen nabulum (daher auch die Bezeichnung Nabla in der Mathematik) und decachordum bekannt. In der Entstehungsphase des europäischen Instrumentariums in der ersten Hälfte des 13. Jahrhunderts muss es, wie zahlreiche Abbildungen belegen, ein grundlegendes Saiteninstrument gewesen sein.
Die Korpusform des Psalteriums ist vielgestaltig, es erscheint als schlichtes Dreieck, in sogenannter Schweinskopfform, als Halbtrapez, Trapez und als Viereck. Letztere Form wurde bereits um 1404 mit Klaviatur versehen und dabei zu Clavichord (bei Heinrich-Arnold von Zwolle noch als zweite Art des Dulce Melos bezeichnet), dem Vorläufer des Klaviers, Virginal und Cembalo weiterentwickelt.
Nicht geringe Verwirrung bei den bildenden Künstlern der Zeit hat die Neuerung ausgelöst, das Psalterium statt mit Fingern oder Plektrum zu zupfen nun wie beim Hackbrett mit Stäbchen zu schlagen (bei Zwolle die erste Art des Dulce Melos genannt). Manche von ihnen bilden den Spieler nämlich mit Stäbchen ab, behalten dabei aber die viel zu eng beieinander liegenden Saiten des Psalteriums bei.
Besonderes Lob für sein virtuoses Psalter-Spiel erhielt um 1649 Giovanni Maria Canario in Rom. Eine instrumentengeschichtlich kuriose Erscheinung stellt die Wiederbelebung des Psalteriums als salterio in Italien seit etwa 1700 dar. Obwohl es mit seinen wechselweise über Stege geführten Saitenchören klar als Hackbrett eingerichtet ist, wurde es fast ausschließlich mittels penne (Ringplektren) gezupft.
Eine weitere, wenn auch weitaus jüngere Variante des Psalteriums ist das Streichpsalter. Es wird nicht gezupft oder geschlagen, sondern mit einem Bogen gestrichen. Die Schwungzither war ein im 18. und 19. Jahrhundert in England gespieltes Psalterium mit einem langrechteckigen oder flügelförmigen Korpus. Beim Zupfen wurde die Schwungzither hin- und herbewegt, um einen besonderen schwebenden Klang zu erzeugen.
Eine bekannte Rekonstruktion eines Psalteriums wurde 1966 von Nelly van Ree Bernard nach einer Miniatur aus dem 13. Jahrhundert angefertigt.
Der Psalter wird in dem geistlichen Lied Lobe den Herren, den mächtigen König der Ehren besungen.

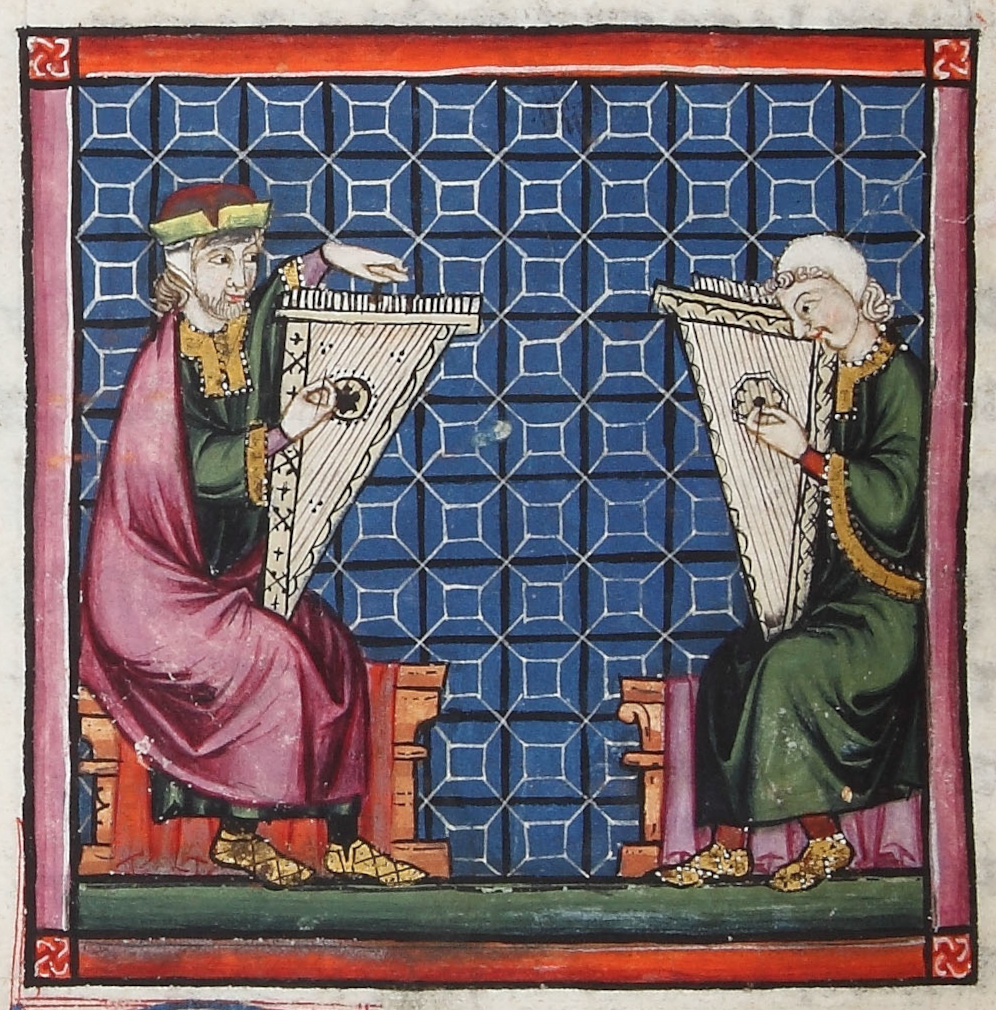
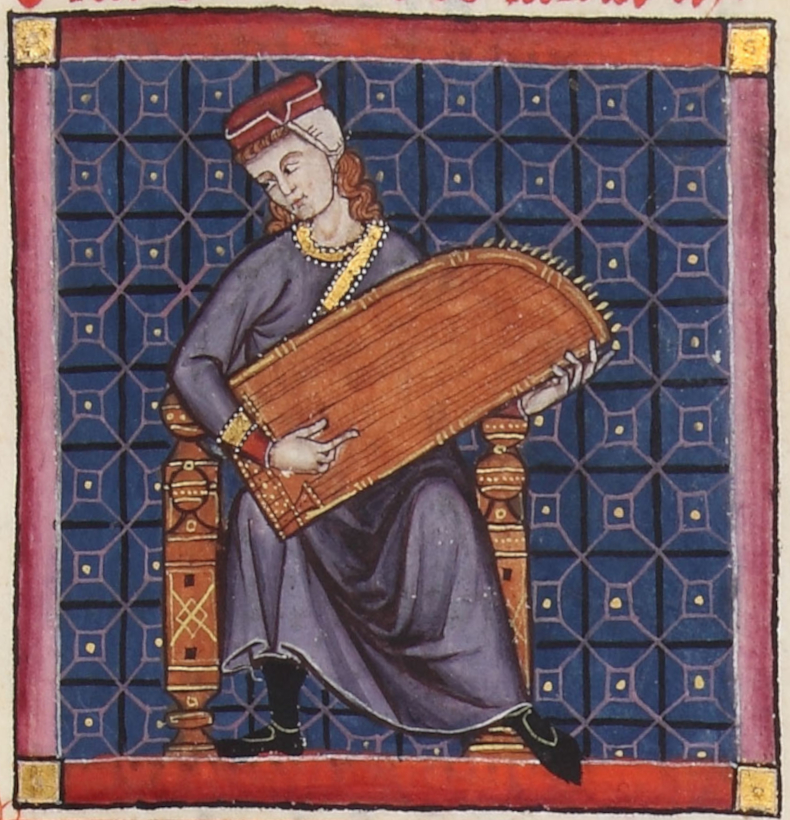
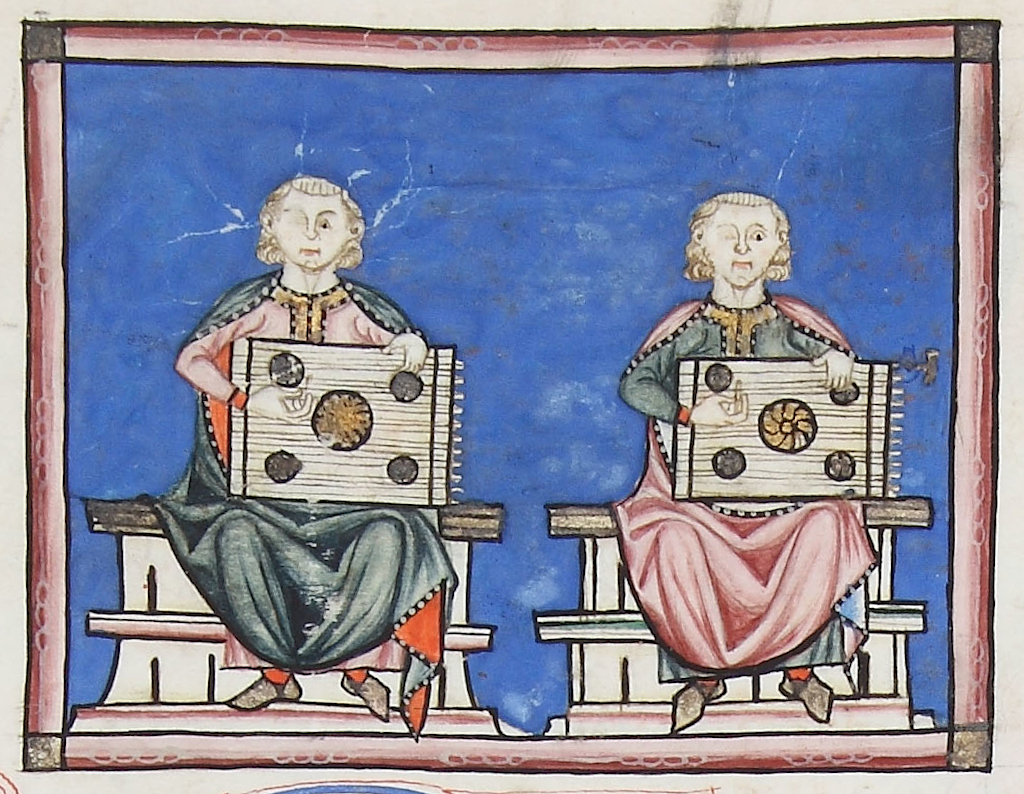
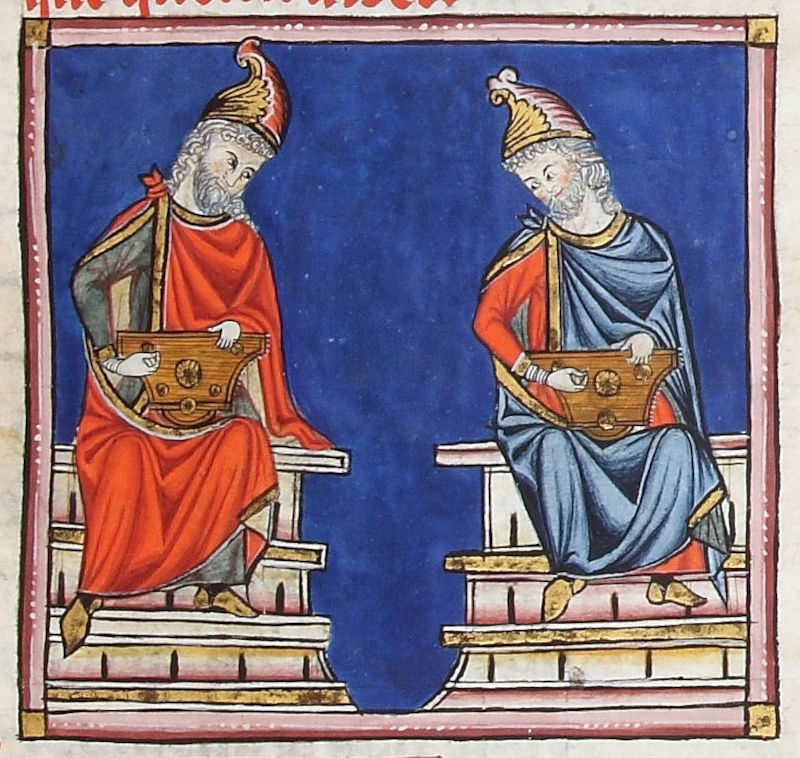
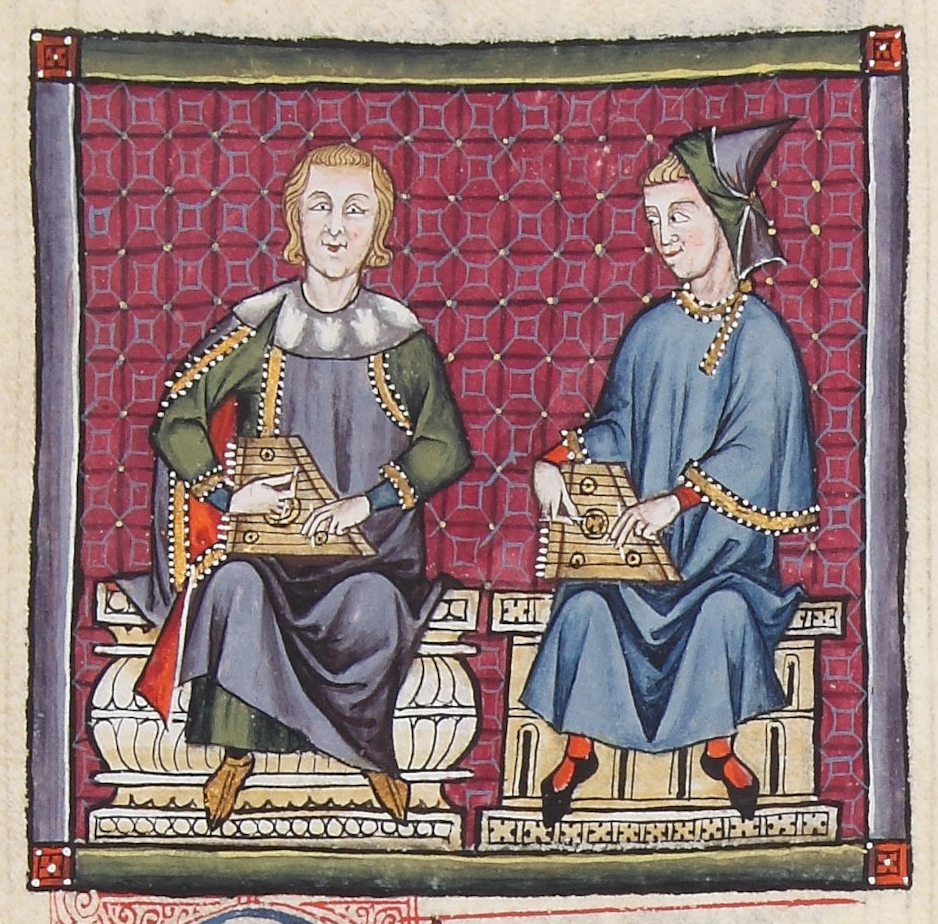

## Siehe auch

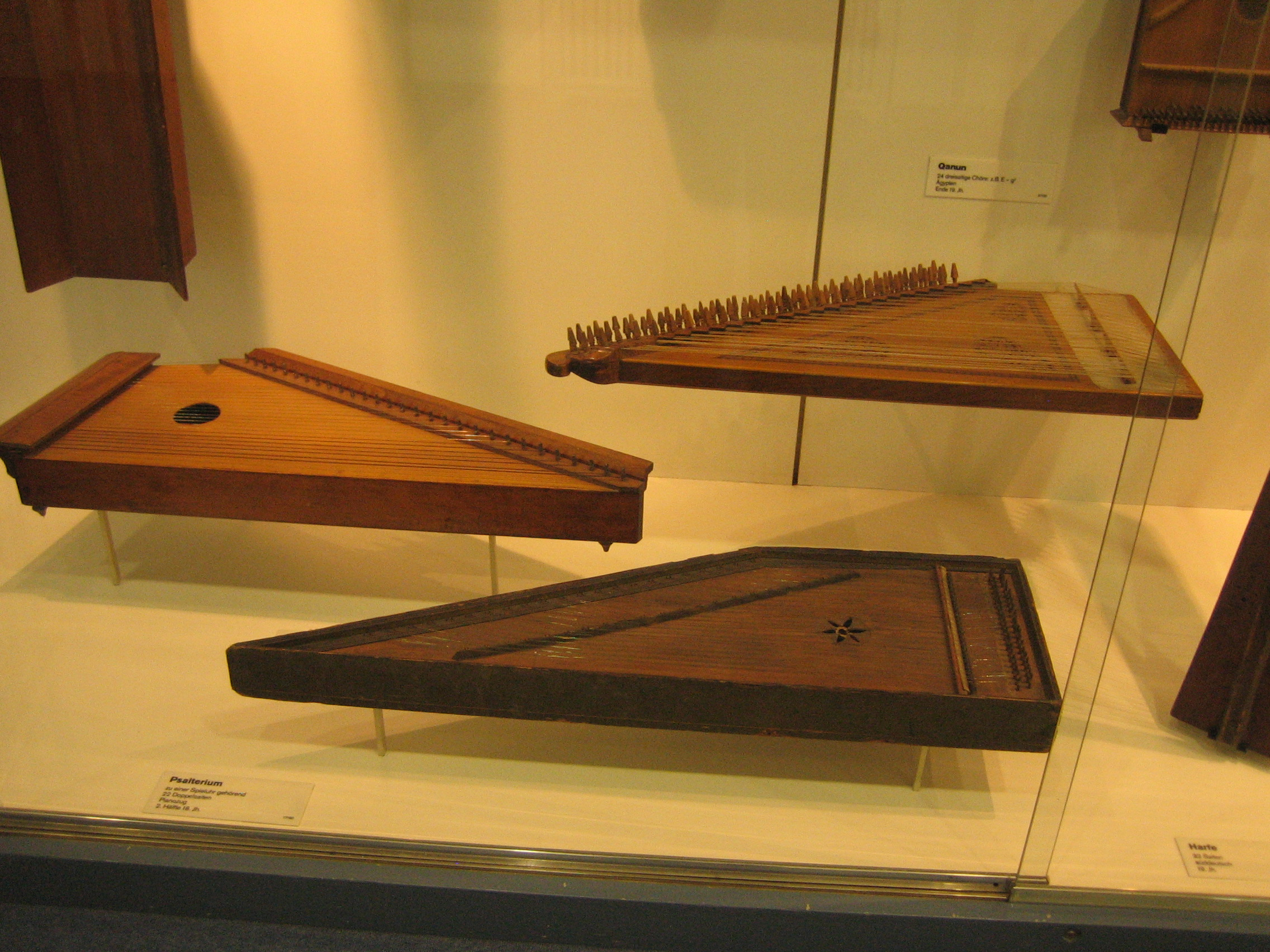
Unten Psalterium, 2. Hälfte 18. Jahrhundert. Oben qānūn aus Ägypten, Ende 19. Jahrhundert. Deutsches Museum, München